# Robert Redfield (Ethnologe)
Robert Redfield (* 4. Dezember 1897 in Chicago, Illinois; † 16. Oktober 1958) war ein US-amerikanischer Ethnologe.

## Leben
Er studierte an der University of Chicago Jura und schloss sein Studium 1921 ab. Um diese Zeit heiratete er Margaret Lucy Park, mit der er vier Kinder hatte. Redfield arbeitete nur für kurze Zeit als Jurist, doch eine Reise nach Mexiko im Jahr 1923 weckte sein Interesse für das Land und seine Probleme und er entschied sich, anstelle von Jura Ethnologie zu betreiben.
So ging er 1924 zurück an die Uni, was der Beginn einer brillanten Karriere war. 1928 promovierte er, 1930 wurde er als außerordentlicher Professor an das neue Department of Anthropology der Universität berufen. Er forschte zunächst über Mexikaner in Chicago, reiste jedoch bald wieder nach Mexiko, wo er begann, sich für die Probleme von „folk societies“ (volkstümlichen Gesellschaften?) zu interessieren. Erste Veröffentlichungen zu dem Thema waren „Chan Khom“ (1934) und „The Folk Culture of Yucatan“ (1941).
Von 1934 bis 1946 war er Professor und Dekan der sozialwissenschaftlichen Abteilung, 1946 wurde er Präsident des Department of Anthropology. 1948 reiste er als Fulbright-Stipendiat zusammen mit seiner Frau nach China, wo er an der Universität von Peiping als Gastprofessor tätig war. Aufgrund der Errichtung der kommunistischen Volksrepublik 1949 musste er das Land jedoch sehr bald wieder verlassen. 1947 wurde er in die American Philosophical Society und 1950 in die American Academy of Arts and Sciences gewählt.
In den folgenden Jahren lehrte und forschte er an verschiedenen Universitäten auf der ganzen Welt und erhielt verschiedene Auszeichnungen. Veröffentlichungen in dieser Zeit waren „The Primitive World and Its Transformations“ (1953), „The Little Community“ (1955) und „Peasant Society and Culture“ (1956).
Um 1955 erkrankte er an Leukämie, weshalb er seine Aktivitäten stark einschränken musste. Er war jedoch immer noch Mitglied bei zahlreichen Gesellschaften, Stiftungen und Komitees, schrieb trotz allem weiterhin Artikel und Aufsätze und hielt vereinzelt Vorlesungen. Am 16. Oktober 1958 starb er 60-jährig.

## Zentrale Begriffe
- „folk-urban-continuum“

Dieses Modell sollte zeigen, welchen Veränderungen ländliche Gemeinschaften unterliegen, wenn sie größer und komplexer werden. Im Zuge einer Vergrößerung/Verstädterung erfahren sie laut Redfield wesentliche Veränderungen: Es kommt zu einer „kulturellen Desorganisation“; diese hat zur Folge, dass die ursprüngliche Homogenität der Gemeinschaft verloren geht, dass weitreichende kulturelle Wahlmöglichkeiten des Individuums auftauchen, dass die Interdependenz zwischen den verschiedenen Kulturelementen abnimmt und dass es zu Konflikten aufgrund unterschiedlicher Normvorstellungen kommt. Zusätzlich wird die Gemeinschaft zunehmend säkularisiert und von Individualismus geprägt. In ihrer „reinen“ Form zeichnet sich die traditionelle Gemeinschaft aus durch eine sehr homogene Bevölkerung, die in geographischer und sozialer Isolation lebt, sodass die verschiedenen Elemente ihrer Kultur ein einheitliches Ganzes bilden. Der Fokus der Gemeinschaft liegt auf dem heiligen Charakter der sozialen Praktiken und der Stellenwert der gesamten Gruppe ist höher als der des Individuums. Auf der anderen Seite ist die städtische Gemeinschaft charakterisiert durch kulturelle Desorganisation, Säkularität und Individualismus.
Die „folk culture“ bildet also den einen Pol als idealtypische Abstraktion dörflicher Kultur im folk-urban-continuum → relative Isolation, starke soziale und kulturelle Homogenität, Gruppensolidarität, wenig Wandel; die städtische Kultur bildet den Gegenpol mit entgegengesetzten Eigenschaften – d. h. starke Vernetzung, starke soziale und kulturelle Heterogenität, starker Individualismus, extremen Veränderungen unterworfen.
Dieses Modell wurde später auch stark kritisiert. Z.B. forschte der Ethnologe Oscar Lewis 20 Jahre nach Redfield im selben Gebiet und kam zu ganz anderen Erkenntnissen als dieser. Dennoch erwies sich Redfields Modell als hilfreicher Ansatz zur Einordnung bäuerlicher Gesellschaften weltweit.
- peasants

Für Redfield sind peasants Bauern, die in einer traditionellen Gemeinschaft leben, die jedoch bereits Teil eines komplexeren staatlichen Gefüges ist. Peasant societies sind somit als sozial tiefer eingestufte Klasse Teil einer stratifizierten, teilweise auch schon halbindustrialisierten Gesellschaft. Zwar fühlen sie sich ihrem Land stark verbunden und produzieren zum größeren Teil für ihren Eigenbedarf; sie sind jedoch bereits darauf angewiesen, für den Markt zu produzieren – im Unterschied zum autarken Subsistenzbauern.
Redfield wollte mit seinem Konzept der peasant culture eine Alternative zu der üblichen binären Unterscheidung in „primitiv“ und „modern“ bieten. Er unterschied zwischen einer isolierten primitiven Gemeinschaft, die sozial und kulturell keine Kontakte nach außen hat, wohingegen peasant communities in Kontakt mit der Außenwelt stehen. Sie sind jedoch auch noch kein Teil der „fortgeschritteneren“ zentralisierten Zivilisation, sondern stehen an deren Rand und nehmen somit eine Zwischenposition zwischen primitiven und städtischen Gemeinschafte – sie nehmen also eine mittlere Position im folk-urban-continuum ein.
- little vs. great traditions

Redfield nannte die Kultur der bäuerlichen Gesellschaften „little traditions“, die sowohl Elemente von primitiven Kulturen enthalten als auch Elemente der „great traditions“, wie sie in den Städten und bei den intellektuellen Eliten vorzufinden seien. Auch lassen sich die Schriftreligionen als große Traditionen beschreiben, wohingegen die kleinen Traditionen im alltäglichen Leben auch Elemente anderer Kulturen oder Religionen enthalten können (Bsp. Horoskope/„Aberglaube“).